# Assunta Scutto
Pour les articles homonymes, voir Giuffrida.
Assunta Scutto, née le 17 janvier 2002 à Naples, est une judoka italienne,.

## Biographie
Assunta Scutto évolue dans la catégorie des moins de 48 kg. Elle est médaillée de bronze aux Championnats du monde 2022 et aux Championnats du monde 2023 puis médaillée d'argent aux Championnats du monde 2024.

## Palmarès

### Compétitions internationales
| Année | Compétition           | Lieu      | Résultat | Catégorie      |
| ----- | --------------------- | --------- | -------- | -------------- |
| 2022  | Championnats du monde | Tachkent  | 3e       | Moins de 48 kg |
| 2023  | Championnats du monde | Doha      | 3e       | Moins de 48 kg |
| 2024  | Championnats du monde | Abou Dabi | 2e       | Moins de 48 kg |
| 2025  | Championnats d'Europe | Podgorica | 3e       | Moins de 48 kg |
| 2025  | Championnats du monde | Budapest  | 1re      | Moins de 48 kg |

### Masters mondial, Tournois Grand Chelem et Grand Prix
| Année | Compétition     | Lieu      | Résultat | Catégorie      |
| ----- | --------------- | --------- | -------- | -------------- |
| 2021  | Grand Chelem    | Abu Dhabi | 1re      | Moins de 48 kg |
| 2022  | Masters mondial | Jérusalem | 3e       | Moins de 48 kg |
| 2023  | Grand Chelem    | Astana    | 1re      | Moins de 48 kg |
| 2023  | Masters mondial | Budapest  | 3e       | Moins de 48 kg |
| 2023  | Grand Chelem    | Bakou     | 1re      | Moins de 48 kg |
| 2023  | Grand Chelem    | Abu Dhabi | 1re      | Moins de 48 kg |
| 2024  | Grand Chelem    | Paris     | 3e       | Moins de 48 kg |